# Бран (Јура)
Бран (фр. Brans) насеље је и општина у источној Француској у региону Франш-Конте, у департману Јура која припада префектури Доле.
По подацима из 2011. године у општини је живело 242 становника, а густина насељености је износила 27,59 становника/km². Општина се простире на површини од 8,77 km². Налази се на средњој надморској висини од 207 метара (максималној 367 m, а минималној 198 m).

## Демографија
| 1962. | 1968. | 1975. | 1982. | 1990. | 1999. | 2011. |
| ----- | ----- | ----- | ----- | ----- | ----- | ----- |
| 156   | 182   | 166   | 168   | 170   | 178   | 242   |

График промене броја становника у току последњих година